# 法齐·考克吉
法齐·考克吉（阿拉伯语：فوزي القاوقجي；1890年1月19日—1977年6月5日），黎巴嫩人，阿拉伯民族主义军事将领，曾参与指挥叙利亚起义与1936年巴勒斯坦阿拉伯人大起义，抵抗英法殖民者。 1937年，他被迫逃离巴勒斯坦，后于第二次世界大战期间成为德国国防军上校。第一次中东战争期间，他又指挥阿拉伯解放軍，同以色列作战。

## 早年
1890年1月19日，考克吉生于奥斯曼帝国黎巴嫩地区的黎波里的一个土耳其裔敘利亞人家庭。
1912年，他从位於伊斯坦布尔一個军事学院毕业。 

## 第一次世界大战
第一次世界大戰期間，他担任奥斯曼帝国驻摩苏尔的一個军团的上尉 ，而且参加过贝尔谢巴战役。他的作戰表現受到奧斯曼帝國當局肯定並被授予勋章。 他还被授予德国十字勋章。 考克吉曾潜入英国防线后方，並將戰報透露給奥托·冯·桑德斯。

## 战间期
第一次世界大战后，奥斯曼帝国崩溃。考克吉支持阿拉伯叙利亚王国独立。 1920 年，他跟隨费萨尔一世的军队参加麦塞隆战役 。
阿拉伯叙利亚王国覆滅後，叙利亚成为法屬敘利亞及黎巴嫩託管地的一部分。随后，法齐·考克吉加入了由法国当局创建的叙利亚军团。 法齐·考克吉加還來到圣西尔军校學習。  後來他成为駐扎在哈马的一个骑兵中队的指挥官。 
叙利亚起义期间，他從法國陸軍逃脫並且加入反法陣營，并于1925年10月初參與哈马起义。此后，考克吉一直被法國當局通緝。 

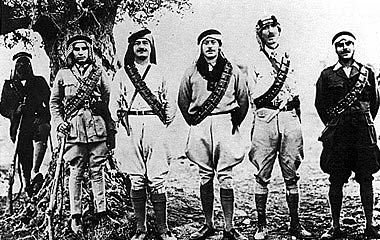
1936年的法齐·考克吉（右三）

1936年巴勒斯坦阿拉伯人大起义期間，法齐·考克吉在巴勒斯坦託管地与英国作战。 

## 第二次世界大战
在伊拉克与英国军队作战时身负重伤后，考克吉來到维希法国控制下的叙利亚，随后又前往納粹德國。  第二次世界大战时间他一直留在德国养伤，并与一位名叫安妮莉丝·穆勒 (Anneliese Müller) 的德国女子结婚。 
他後來被授予德意志國防軍上校军衔。 
考克吉继续与其他与轴心国结盟的阿拉伯人合作反对同盟國。 
1945年，他被苏联军队俘虏，並被囚禁至1947年2月。

## 第一次中東战争与阿拉伯解放军
1947年，考克吉经法国前往埃及，宣称“只要阿拉伯人民要求他再次拿起武器，他隨時待命。”  8月，他表示，如果聯合國大會第181號決議獲得通過，“我们将不得不发动全面战争。我们将屠杀、摧毁一切阻碍我们前进的人，无论是英国人、美国人还是犹太人。” 
聯合國大會第181號決議獲得通過后，阿拉伯国家联盟讓他擔任阿拉伯解放军的战地指挥官，準備進攻以色列。  
1948年3月初，考克吉率領部隊从大马士革出發，部隊隨後进入巴勒斯坦地區。 
考克吉的部隊主要駐扎在加利利和纳布卢斯附近，他打算“让巴勒斯坦不要被犹太复国主义祸害”，他的目标是“把所有犹太人赶入大海”。  
1948年4月，考克吉率領阿拉伯解放军進攻米什马尔哈埃梅克。 不過阿拉伯解放軍未能佔領該地。 哈加纳和帕拉玛赫发起反攻，阿拉伯解放军被击溃。 

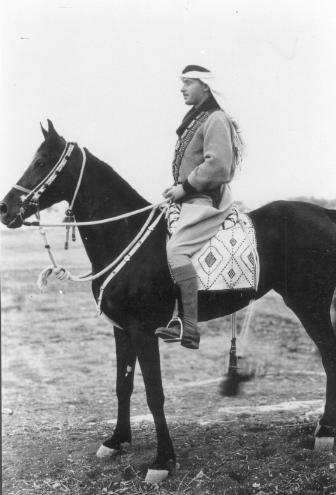
1948年5月24日的法齐·考克吉

7月，法齐·考克吉又率軍進攻伊拉尼亚。第1戈蘭尼步兵旅第十二营抵挡住了这次进攻，而且给阿拉伯解放军造成重大损失。阿拉伯解放军控制下的卢比亚反而被攻佔。 
1948年10月，阿拉伯解放军依然控制加利利部分地区。 10月22日，阿拉伯解放军又進攻梅纳拉。10月24日，以色列方面发動海勒姆行动， 佔領整个上加利利地区。不久，阿拉伯解放军被徹底赶出加利利，法齐·考克吉逃到黎巴嫩。 
第一次中東战争结束后，考克吉主要在大马士革、贝鲁特和的黎波里等地定居。 